# Церковь Святого Иоанна Крестителя (Уджмана)
Церковь Святого Иоанна Крестителя (арм. Սուրբ Հովհաննես Մկրտիչ եկեղեցի; груз. უჯმანას წმინდა იოანეს ეკლესია) — храм Армянской Католической церкви в селе Уджмана, Ниноцминдского муниципалитета края Самцхе-Джавахети Грузии. Находится в центральной части села.

## История
Согласно Национальному архиву Армении, церковь была построена в 1850 году. Однако на самой двери, а также в различных материалах того времени указывается 1851 год. Средства на возведение были собраны жителями села. Имеет форму прямоугольника. Построена из белого камня.